# Roca esquistósica
Los esquistos (del griego σχιστός, ‘escindido’) constituyen un grupo de rocas caracterizados por la preponderancia de minerales laminares que favorecen su fragmentación en capas delgadas.
Los esquistos metamórficos son rocas metamórficas de grado medio, notables principalmente por la preponderancia de minerales laminares tales como la mica, la clorita, el talco, la hornblenda, grafito y otros. El cuarzo se halla con frecuencia en granos estirados al extremo que se produce una forma particular llamada cuarzo esquisto. Por definición, el esquisto contiene más de un 50% de minerales planos y alargados, a menudo finamente intercalado con cuarzo y feldespato.
Los esquistos sedimentarios o esquistos arcillosos se refieren a rocas clásticas de grano fino y no metamorfizadas que presentan la misma propiedad de laminación. Es en este tipo de roca, concretamente en el esquisto bituminoso se forma el gas explotado mediante el fracking.
Es de grano medio que muestra una esquistosidad pronunciada. Esto significa que la roca está compuesta de granos minerales que se ven fácilmente con una lupa de mano de baja potencia, orientados de tal manera que la roca se divide fácilmente en escamas o placas delgadas. Esta textura refleja un alto contenido en minerales laminares, como micas, talco, clorita o grafito. Estos a menudo se intercalan con minerales más granulares, como el feldespato o cuarzo.
El esquisto se forma típicamente durante el  metamorfismo regional que acompaña al proceso de formación de montañas (orogenia) y suele reflejar un grado medio de metamorfismo. El esquisto puede formarse a partir de muchos tipos diferentes de rocas, incluidas las  rocas sedimentarias , como las lutitas y las rocas ígneas, como las tobas. El esquisto metamorfoseado de lutita es particularmente común y, a menudo, es muy rico en mica (un esquisto de mica). Cuando el tipo de roca original (el protolito) es perceptible, al esquisto generalmente se le da un nombre que refleja su protolito, como metaarenisca esquistosa. De lo contrario, se incluirán en el nombre de la roca los nombres de los minerales constituyentes, como esquisto de cuarzo-feldespato-biotita.
El lecho rocoso de esquisto puede representar un desafío para la ingeniería civil debido a sus pronunciados planos de debilidad.

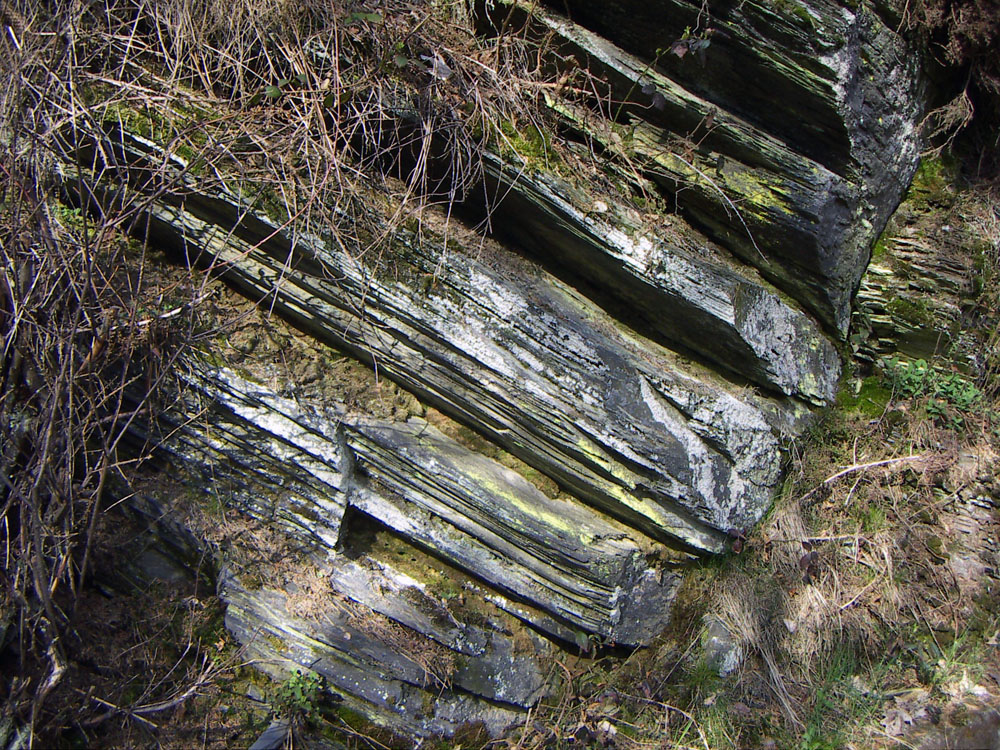
Afloramiento de pizarra arcillosa del Devónico Inferior en el norte de Eifel. La meteorización hace que la división de la capa delgada sea claramente visible.

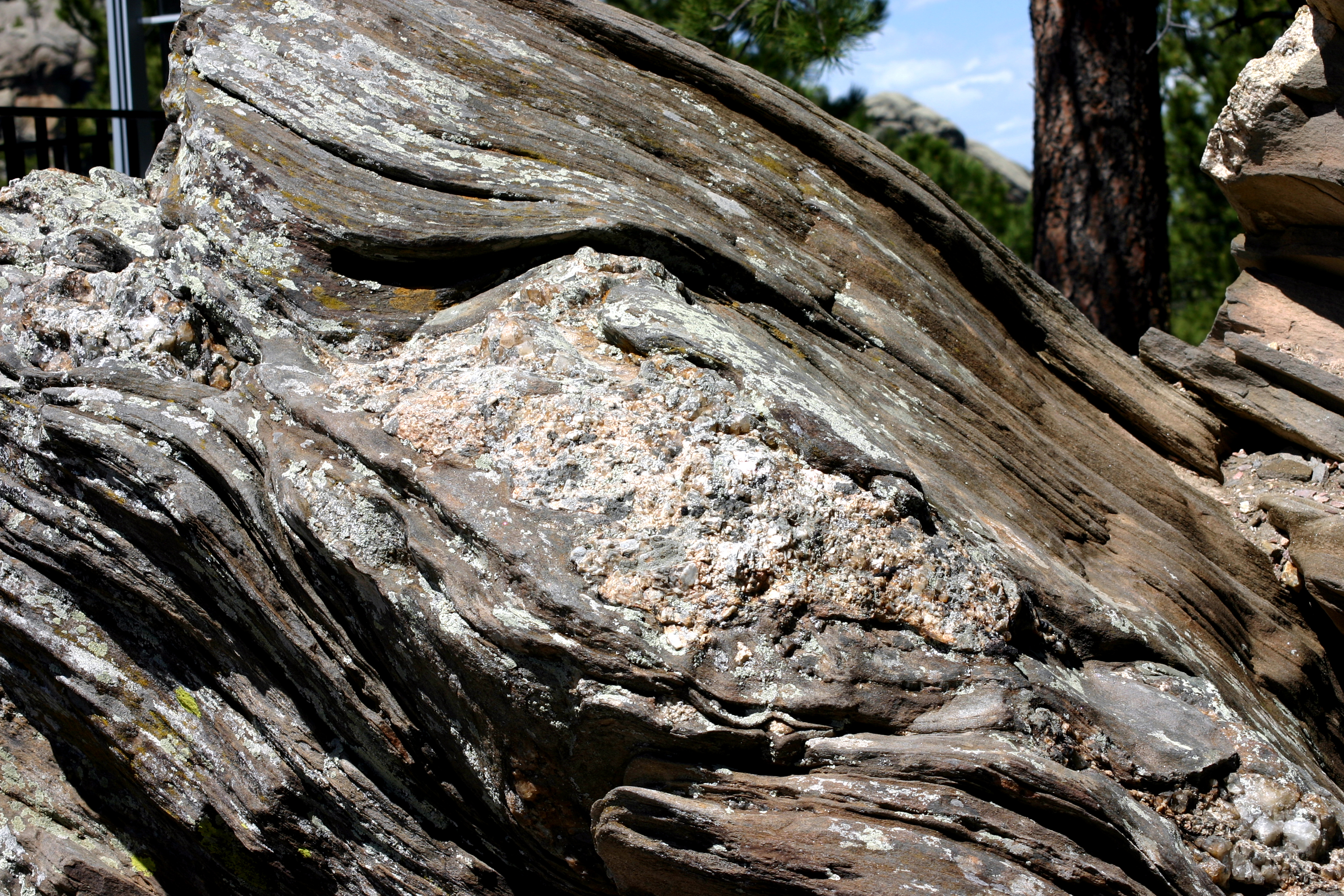
Afloramiento de esquisto de mica proterozoica con sigmaclasto granítico (centro de la imagen), Southern Black Hills, Dakota del Sur, EE. UU.

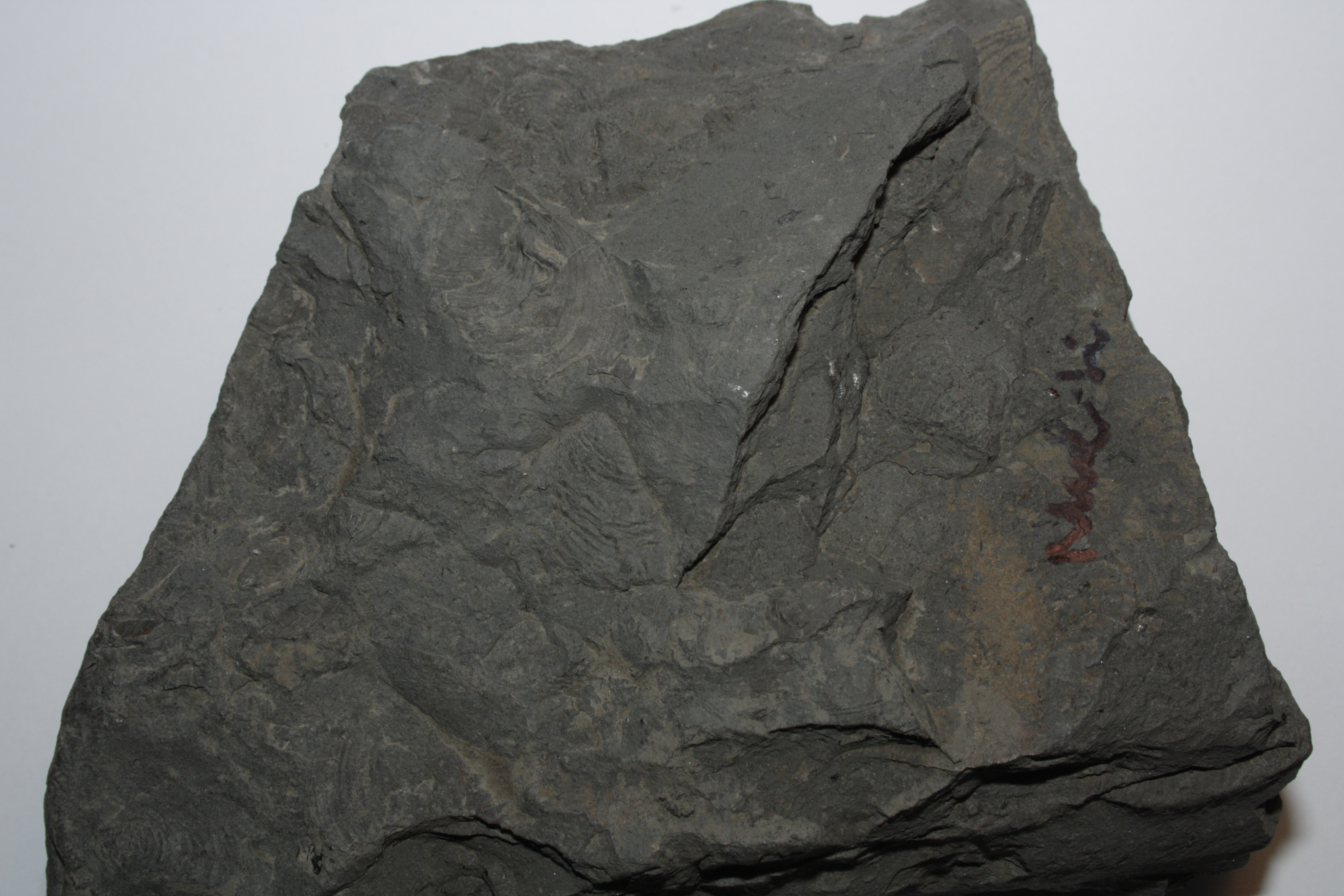
Vista de capas de una roca arcillosa negra del Jurásico, la llamada pizarra de Posidonia, con huellas de conchas fósiles. Encontrar lugar en Holzmaden (ancho de la pieza de mano de unos 11 cm).

## Etimología
La palabra esquisto se deriva en última instancia de la palabra  griega σχίζειν (schízein), que significa "dividir", que se refiere a la facilidad con la que los esquistos se pueden dividir a lo largo del plano en el que se encuentran los minerales laminares.

## Definición
Los geólogos definen el esquisto como una roca metamórfica de grano medio que muestra una esquistosidad bien desarrollada. La esquistosidad es una fina estratificación de la roca producida por el metamorfismo (una foliación) que permite dividir fácilmente la roca en escamas o losas de menos de 5 a 10 milímetros (0,2 a 0,4 plg) de grosor. Los granos minerales de un esquisto suelen tener un tamaño de 0,25 a 2 milímetros (0,01 a 0,08 plg), por lo que se pueden ver fácilmente con una lente de mano de 10×. Típicamente, más de la mitad de los granos minerales de un esquisto muestran una orientación preferente. Los esquistos constituyen una de las tres divisiones de las rocas metamórficas por textura, siendo las otras dos divisiones el gneis, que tiene una esquistosidad poco desarrollada y una estratificación más gruesa, y los granofeles, que no tienen una esquistosidad discernible.
Los esquistos se definen por su textura, sin referencia a su composición, y aunque la mayoría son el resultado de un metamorfismo de grado medio, pueden variar mucho en su composición mineral. Sin embargo, la esquistosidad se desarrolla normalmente sólo cuando la roca contiene abundantes minerales platinos, como micas o clorita. Los granos de estos minerales están fuertemente orientados en una dirección preferente en el esquisto, formando a menudo también capas paralelas muy finas. La facilidad con la que la roca se divide a lo largo de los granos alineados explica la esquistosidad. Aunque no es una característica definitoria, los esquistos contienen muy a menudo porfiroblastos (cristales individuales de tamaño inusual) de minerales distintivos, como el granate, la estaurolita, la cianita, la sillimanita o la cordierita.
Debido a que los esquistos son una clase muy grande de roca metamórfica, los geólogos describirán formalmente una roca como un esquisto sólo cuando el tipo original de la roca antes del metamorfismo (el protolito) es desconocido y su contenido mineral aún no está determinado. En caso contrario, el modificador esquisto se aplicará a un nombre de tipo más preciso, como esquisto semipelita (cuando se sabe que la roca contiene cantidades moderadas de mica) o una metaarena esquistosa (si se sabe que el protolito fue una arenisca). Si todo lo que se sabe es que el protolito era una roca sedimentaria, el esquisto se describirá como parasquista, mientras que si el protolito era una roca ígnea, el esquisto se describirá como ortosquista. Los calificativos minerales son importantes a la hora de nombrar un esquisto. Por ejemplo, un esquisto de cuarzo-feldespato-biotita es un esquisto de protolito incierto que contiene mica biotita, feldespato y cuarzo en orden de abundancia aparentemente decreciente.
El esquisto lineal tiene un fuerte tejido lineal en una roca que por lo demás tiene una esquistosidad bien desarrollada.

### Terminología minera histórica
Antes de mediados del siglo XIX, los términos pizarra, pizarra y esquisto no estaban claramente diferenciados por los que se dedicaban a la minería.

## Esquisto metamórfico

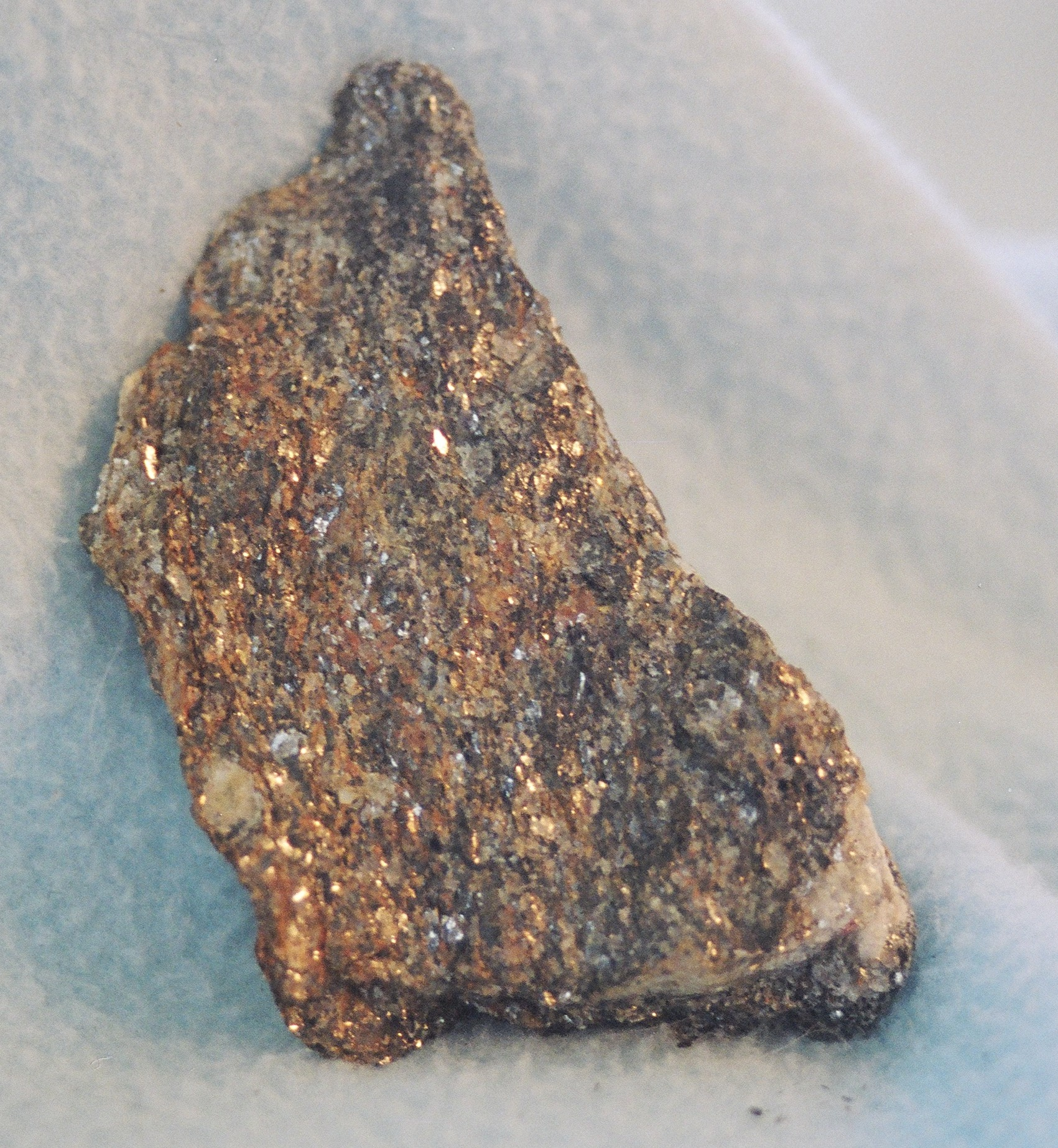
Esquisto de Manhattan, esquisto metamórfico del sureste de Nueva York.

En el esquisto metamórfico los granos minerales individuales, alargados hasta formar escamas por el calor y la presión, pueden verse a simple vista. El esquisto está característicamente foliado, lo que quiere decir que los granos de minerales individuales pueden separarse fácilmente en escamas o láminas. La característica textura escamosa del esquisto ha dado lugar al adjetivo «esquistoso».
Los esquistos se nombran según sus minerales constituyentes más importantes o inusuales, tales como: esquisto de granate; esquisto de turmalina; esquisto azul cuando contiene glaucofana, anfíbol o crossita; esquisto verde con clorita; esquisto micáceo cuando contiene mica; etcétera.

### Origen
La mayoría del esquisto procede con toda probabilidad de arcillas y lodos que han sufrido una serie de procesos metamórficos incluyendo la producción de pizarras y filitas como pasos intermedios. Ciertos esquistos proceden de rocas ígneas de grano fino como basaltos y tobas. La mayoría de los esquistos son de mica, aunque también son frecuentes los de grafito y clorita.

### Aplicaciones
Los esquistos metamórficos (como la pizarra) suelen usarse en la construcción, debido a que muchos son bastante fuertes y duraderos. Sin embargo, debe advertirse que muchos problemas de cimientos tanto en edificios grandes como pequeños se deben al desmoronamiento del esquisto o del cemento usado en su construcción, que hace que el agua entre en los huecos y ablande el esquisto aún más. Muchos cimientos de edificios construidos en los años 1920 y 1930 en la zona de la ciudad de Nueva York usaron esquistos y sufren este problema. Las paredes de roca decorativas en casas de la zona también usaron un esquisto llamado «piedra de Yonkers» que ya no se encuentra. Este esquisto era especialmente duro y tenía un color bastante homogéneo.
También fue utilizado en el arte Egipcio

## Esquisto sedimentario

### Problemas de traducción del términoshale(esquisto bituminoso)
El esquisto bituminoso, pizarra bituminosa o lutita bituminosa es un tipo de esquisto sedimentario que forma parte de las denominadas lutitas y que aloja en sus poros materia orgánica, pudiendo producir gas o petróleo. Suele confundirse con el esquisto metamórfico  debido a que en español la palabra shale (usada solo para los esquistos bituminosos) se traduce a menudo simplemente por esquisto [cita requerida] en la industria del petróleo.

### Aceite de esquisto
Se conoce al aceite de esquisto a las lutitas bituminosas, este aceite es bastante parecido al petróleo, pudiendo sustituirlo en buena parte de sus aplicaciones. El aceite de esquisto se produce por el proceso Petrosix, presenta una menor cantidad de azufre (aproximadamente el 1%) y una mayor fluidez, puede ser usado como:
- combustible para los procesos industriales que exijan un bajo contenido en azufre;
- producción de asfalto especial;
- producción de restauradores de asfalto;
- producción de derivados del petróleo (refinería).

### Gas de esquisto
El gas de esquisto, diferente del aceite de esquisto, y también conocido en inglés como shale gas (lutitas gasíferas), es una forma de gas natural que se extrae de terrenos donde abunda el esquisto (lutitas). El gas de esquisto se encuentra en los esquistos arcillosos sedimentarios, aunque el interior rocoso del esquisto presenta baja permeabilidad. Por ende, para la extracción comercial de dicho gas, es necesario fracturar la roca hidráulicamente, acción que genera un fuerte debate medioambiental.

## Consideraciones técnicas
En  ingeniería geotécnica, un plano de esquistosidad a menudo forma una discontinuidad que puede tener una gran influencia en el comportamiento mecánico (resistencia, deformación, etc.) de las masas rocosas, por ejemplo, en la construcción de túneles, cimientos o taludes. Puede existir un peligro incluso en un terreno no perturbado. El 17 de agosto de 1959, un terremoto de magnitud 7,2 desestabilizó la ladera de una montaña cerca del lago Hebgen, Montana, compuesta de esquisto. Esto provocó un derrumbe masivo que mató a 26 personas que acampaban en la zona.